# Омут (Вологодская область)
Омут — деревня в Кичменгско-Городецком районе Вологодской области.
Входит в состав Городецкого сельского поселения (с 1 января 2006 года по 1 апреля 2013 года входила в Трофимовское сельское поселение), с точки зрения административно-территориального деления — в Трофимовский сельсовет.
Расстояние до районного центра Кичменгского Городка по автодороге составляет 63 км. Ближайшие населённые пункты — Светица, Петраково, Кряж, Подол, Заверкино.
Население по данным переписи 2002 года — 38 человек (17 мужчин, 21 женщина). Всё население — русские.